# Онега (аэропорт)
Аэропо́рт Оне́га — гражданский аэропорт города Онега Архангельской области. Эксплуатирующая организация — Второй архангельский объединённый авиаотряд.
Аэродром «Онега» 4 класса, способен принимать лёгкие самолёты Ан-2 (зимой — лыжи, летом — колёса) и подобные, а также вертолёты всех типов. Размеры взлётно-посадочной полосы 600×60 м.

## История
Официально был открыт в 1939 году, однако первая посадка воздушного судна (самолёта «Сталь-2») на территорию нынешнего аэродрома состоялась 10 января 1935 года. Удлинение ВПП продолжалось до 1941 года, в строительстве принимали участие заключенные «ГуЛАГа», их лагерь находился на месте нынешнего онежского Парка Победы.
Во время войны аэродром прикрывало звено из трёх истребителей И-16. В 1943 году в Онеге при аэродроме начали работать авиамастерские, ремонтировавшие самолёты (ТБ-3, ЛаГГ-5 и т. д.), а также готовившие к вылетам поступавшие морем по ленд-лизу машины («Аэрокобры», «Харрикейны»). Аэродром и мастерские обслуживали тыл Карельского фронта.
С конца войны аэродром использовался мало, лишь для базирования лесопатрульного самолёта По-2, который также выполнял при необходимости другие функции.
В 1953—1956 годах на аэродроме дислоцировался авиаполк в составе 20 самолётов «Спитфайр» и батальона аэродромного обслуживания.
С 1954 по начало 1960-х годов в аэропорт совершались рейсы самолёта Як-12. С 1956 по настоящее время на аэродром летают Ан-2.
С 1964 по 1973 годы аэропорт принимал рейсовые самолёты Ли-2 (пассажирский рейс Архангельск — Онега — Каргополь, а также до четырёх ежедневных рейсов Онега — Архангельск). На аэродром приземлялся также  Ил-14.
В 1960—1980-х годах на аэродром базировались вертолёты Второго Архангельского авиаотряда Ми-1, Ми-2, Ми-4, Ми-6, Ми-8, а также вертолёты Ка-15 из центральной России. На аэродроме постоянно размещалось звено из пяти самолетов Ан-2 указанного авиаотряда. Кроме того, во время паводковых затоплений аэродрома Кегостров в Архангельске малая авиация перегонялась оттуда на Онежский аэродром (до 15 машин). С 1960-х по начало 1990-х годов из аэропорта отправлялись регулярные пассажирские авиарейсы в Архангельск (до 15 рейсов в день), в населённые пункты Онежского района (Чекуево, Ковкула, Клещёво, Прилуки, Ярнема, Пурнема, Малошуйка, Золотуха), а также в город Сегежа в Карелии. 
1970—1980-е годы были временем расцвета аэродрома. На конец 1980-х годов пассажиропоток составлял более 39 тысяч пассажиров в год. Кроме того, авиатранспортом доставлялось около 50 тонн почты и до 520 тонн грузов в год. На тот момент аэродром обладал взлётно-посадочной грунтовой полосой длиной 1270 метров, двумя рулёжными дорожками, трёхуровневой светосистемой посадочных огней. Аэродром был оборудован современной по тем временам навигационной и радиоаппаратурой, двумя бетонными и двумя грунтовыми вертолётными площадками, пятнадцатью стоянками для Ан-2 (из них 5 вымощены досками и 10 грунтовых), хранилищем авиатоплива и вертолётного керосина, складом топлива и ГСМ для служебных автомобилей, 10-местным гаражом, грузовыми и багажными складами. 
В 2021 году аэродром Онега был исключён из реестра российских аэродромов гражданской авиации.